# Antwerp (New York)
Ne doit pas être confondu avec Antwerp (village, New York).
Antwerp est une ville située dans le comté de Jefferson, dans l'État de New York, aux États-Unis,. En 2010, elle comptait une population de 1 846 habitants.

## Démographie
Lors du recensement de 2010, la ville comptait une population de 1 846 habitants. Elle est estimée, en 2016, à 1 812 habitants.